# Khawkinea linealis
Khawkinea linealis, secondo una classificazione filogenetica (Jahn & McKibben, 1937) è una specie del supergruppo Excavata appartenente alla famiglia Astasiaceae.

## Caratteristiche
Khawkinea linealis vive esclusivamente in acqua dolce, ed è stata scoperta da T.L.Jahn nel 1948, successivamente riclassificata da Bennett, M.S. & Triemer, R.E. nel 2014 come Lepocinclis cyclidiopsis
Sin dalla sua creazione nel 1917, il genere Cyclidiopsis, e la sua validità, è stato fonte di dibattito tra i tassonomi degli euglenoidi, mentre molti autori ne hanno sostenuto la legittimità, vari altri autori lo hanno considerato un sottogenere di Astasia o addirittura ne hanno promosso la completa dissoluzione. 
In base alle sequenze del DNA ribosomiale della subunità piccola e della subunità grande di Cyclidiopsis acus, la specie tipo per il genere, successive analisi filogenetiche hanno mostrato che C. acus si raggruppava tassonomicamente con il genere Lepocinclis, il che ha reso necessaria la rimozione di questo taxon.
Dopo un'ampia ricerca bibliografica è stato determinato che solo gli altri due taxa di Cyclidiopsis precedentemente descritti erano morfologicamente distinti e il resto è stato riassegnato come sinonimi di L. cyclidiopsis. Questi risultati hanno indotto a riesaminare la descrizione iniziale di Cyclidiopsis e si è stabilito che i caratteri morfologici che stabiliscono il genere come gruppo distinto non erano più validi alla luce delle attuali analisi filogenetiche e della descrizione generica modificata di Lepocinclis. Pertanto, i restanti due taxa sono stati formalmente spostati nel genere Lepocinclis come L. crescentia comb. nov. e L. pseudomermis.

.

## Classificazioni alternative
Alcuni autori lo classificano nel genere Lepocinclis, famiglia delle  Phacaceae, ordine Euglenales, sottoclasse Euglenophycidae, classe  Euglenophyceae, superclasse Spirocuta, infraphylum Dipilida, subphylum Euglenoida, phylum Euglenozoa, sottoregno Eozoa, Regno Protozoa.
La classificazione di questa specie è tuttora poggetto di investigazione.